# Мюнхенбернсдорф
Мюнхенбернсдорф (нім. Münchenbernsdorf) — місто в Німеччині, розташоване в землі Тюрингія. Входить до складу району Грайц. Центр об'єднання громад Мюнхенбернсдорф.
Площа — 15,43 км². Населення становить 2939 ос. (станом на 31 грудня 2021).

## Галерея

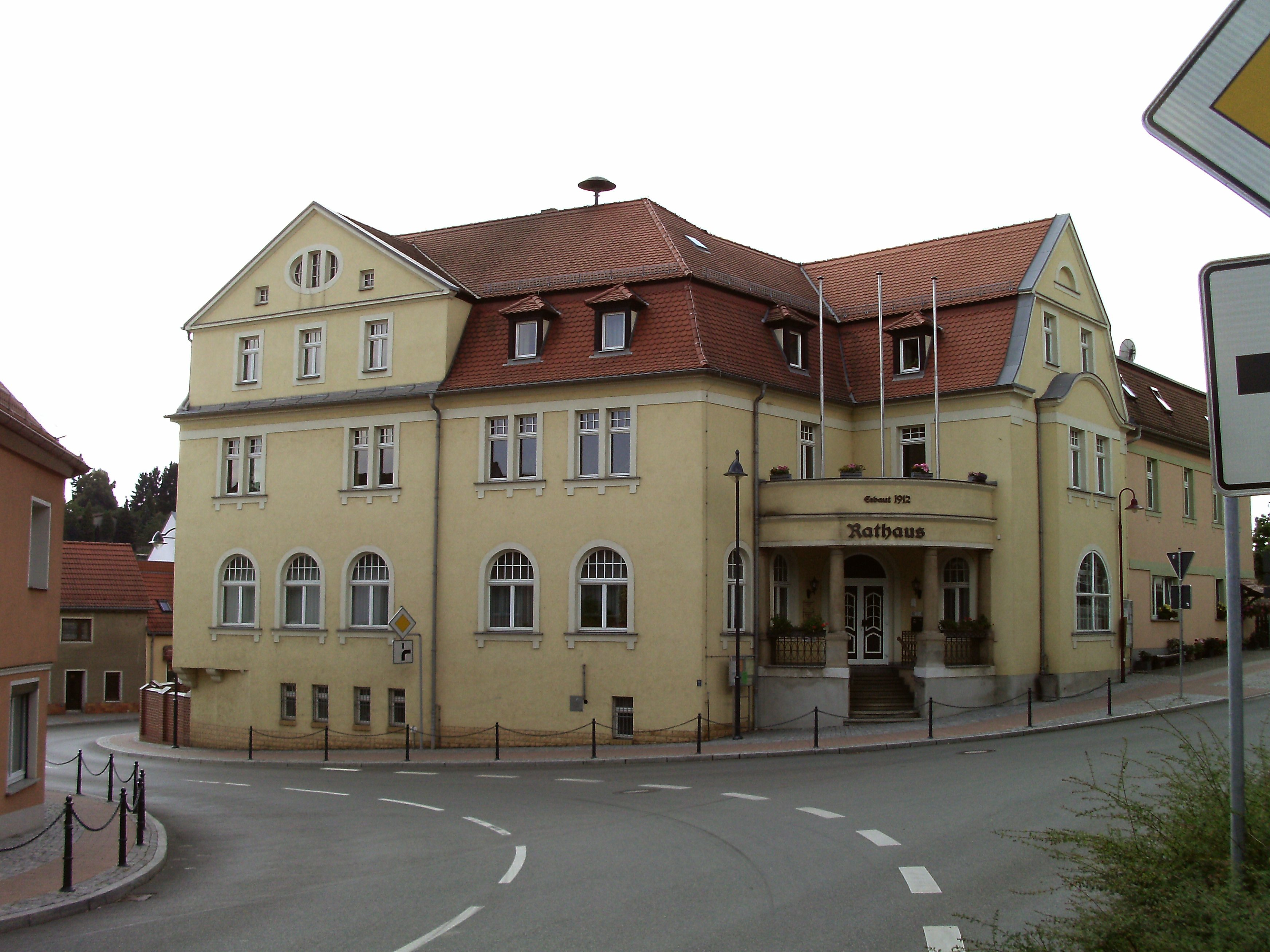
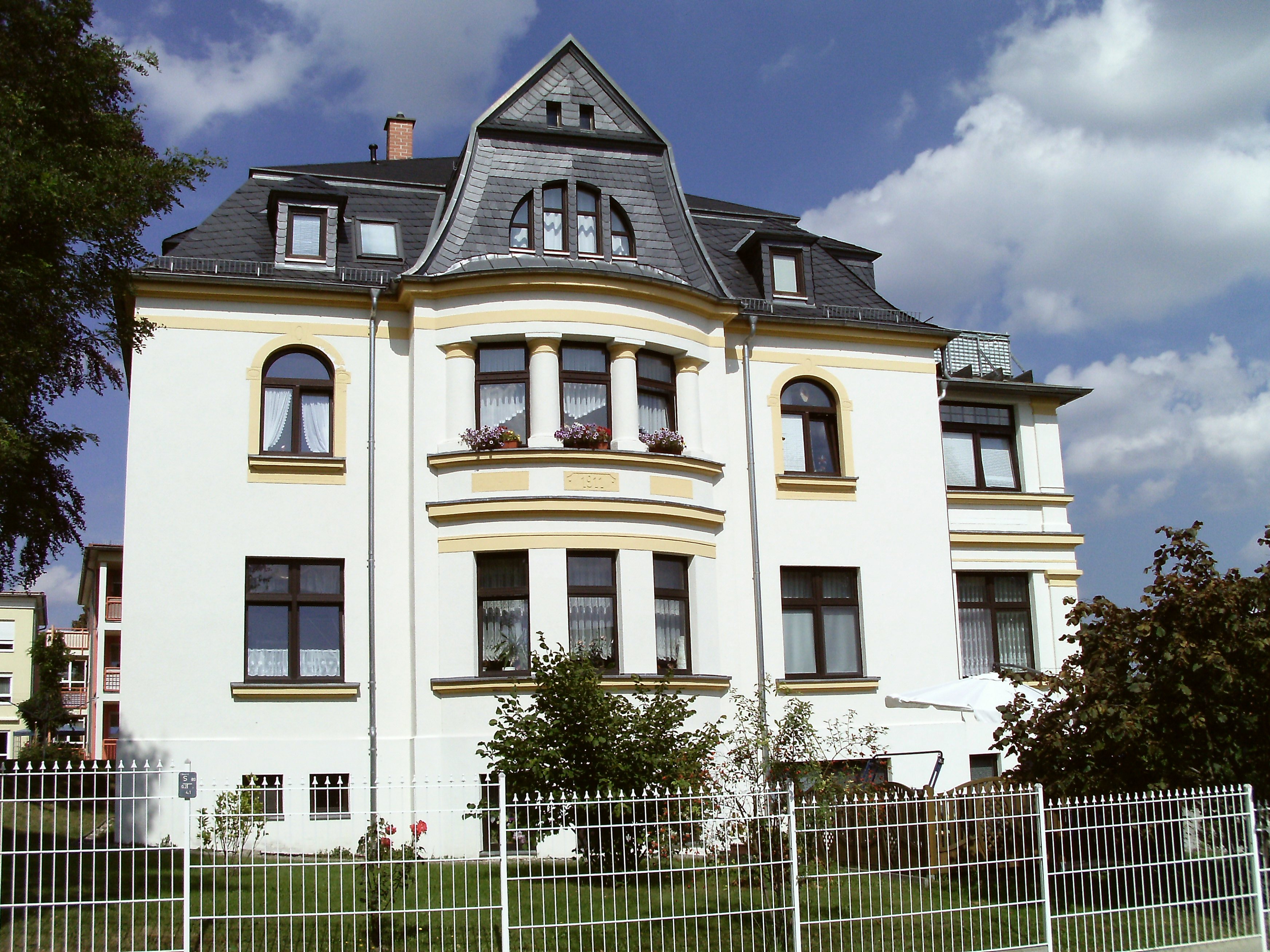
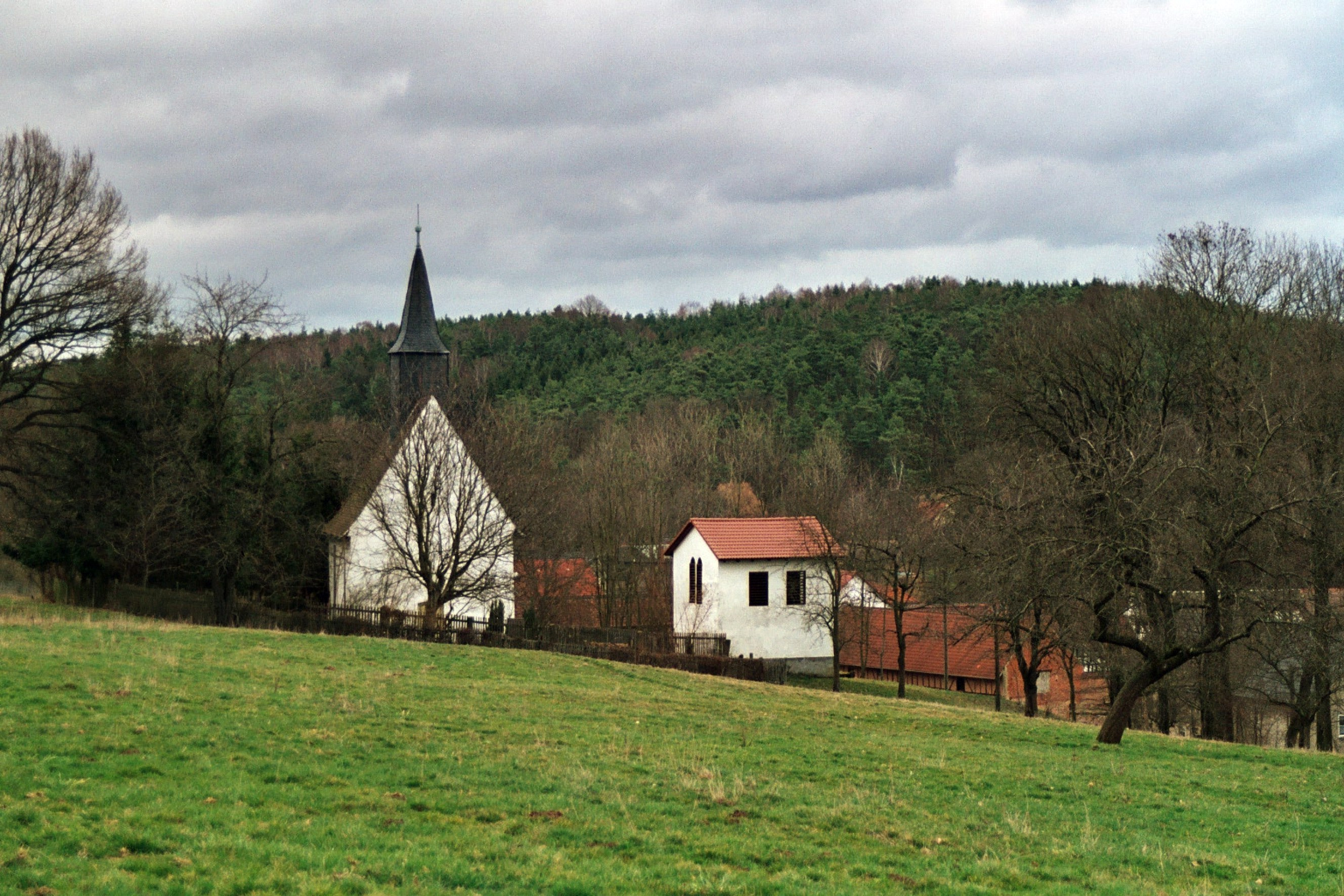
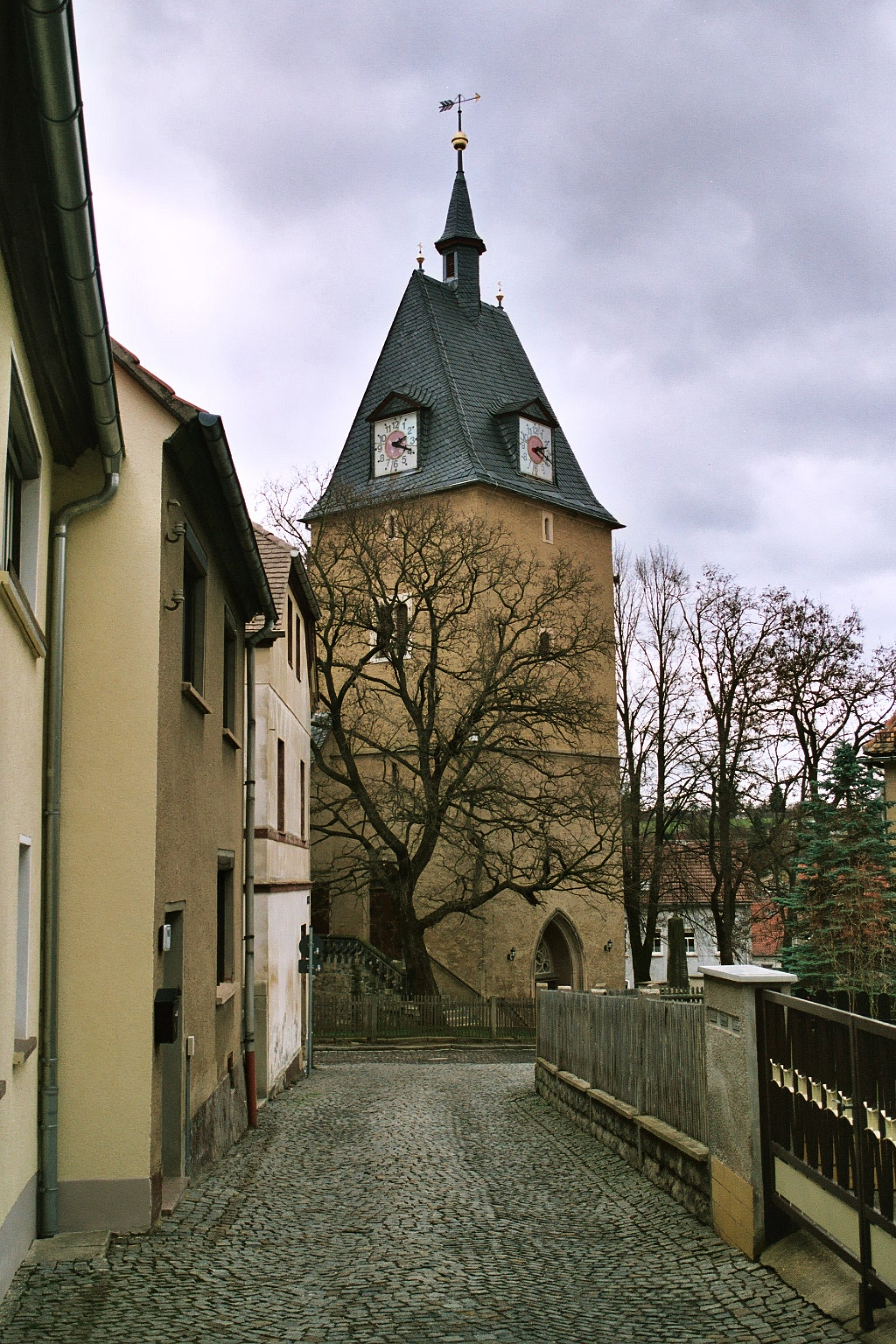
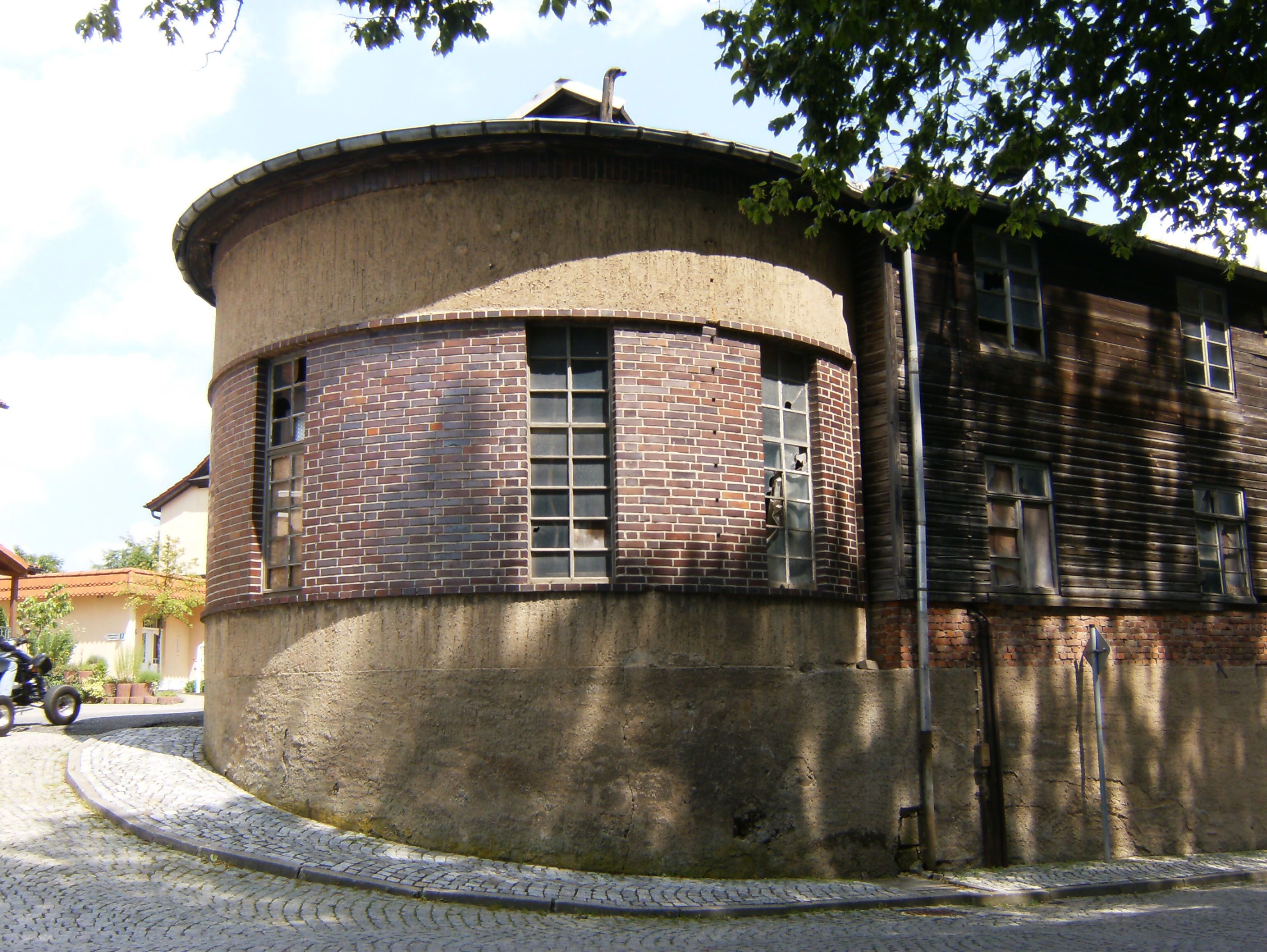